# 王ステ
『王ステ』（おうステ）は、2020年に第1作目が上演された、男性俳優のみによる舞台シリーズである。キャッチコピーは「血濡れた暗闇の物語」。
「誰も救われない、誰も報われない物語」をキャッチコピーに、血塗られた実在の悲劇をモチーフにして女優のみで描いた『女王ステ』シリーズの男性俳優版として始まった。
企画・製作はILLUMINUS。作・演出は吉田武寛。

## 公演リスト
- 黒の王（2020年10月28日  - 11月2日、六行会ホール）[1]
- 星屑の王（2022年7月20日 - 24日、六行会ホール）[2]
- 屍の王（2022年12月14日 - 18日、六行会ホール）[3]
- 黎明の王（2023年7月20日 - 23日、六行会ホール）[4]
- 蒼穹の王（2024年2月24日 - 28日、IMAホール）[5]
- 黄昏の王（2024年10月3日 - 6日、こくみん共済 coop ホール／スペース・ゼロ）[6]
- 葬列の王（2025年7月3日 - 6日、こくみん共済 coop ホール／スペース・ゼロ）[7]
- 虚の王:‖（2025年12月11日 - 18日、IMAホール）[8]

## スタッフ
- 作・作詞・演出 - 吉田武寛
- 音楽 - hoto-D
- 殺陣振付 - 鵜飼主水
- 振付 - 野村奈々（『屍の王』まで）
- 衣裳 - 後藤みなみ
- プロデューサー - 小宮山薫
- 企画・製作 - ILLUMINUS

## キャスト
※太字は主演
黒の王
- ヴラド3世 - 佐藤弘樹
- ヴィンツェル - 鵜飼主水
- ラドゥ - 中島礼貴
- シュテファン - 佐藤友咲
- ラマザン兵隊長 - 高岡裕貴
- ヴラド2世・ドラクル - 風間庸平
- ディミトリエ - 乃上夏樹
- ミハイ - 後藤菊之介
- シャルーク - 小林聖矢
- ティボル - 新井裕士
- サリフ - 麦島伊織
- フニャディ／マーチャーシュ - 中谷智昭
- メフメト2世 - 米原幸佑
- サーヴァント - 今村輝、藤村龍都、南舘優雄斗、峯孝仁

星屑の王
- ヴラド - 佐藤弘樹
- ヴィンツェル - 鵜飼主水
- チェーザレ - 木村優良
- レオナルド - 足立英昭
- ミゲル - 星璃
- ジョヴァンニ - 高岡裕貴
- ホアン - 渡部大稀
- マキャベッリ - 網代将悟
- アンジェロ - 淺川眞來
- ロドリーゴ - 風間庸平
- ヴィテッリ - 乃上夏樹
- フェリーチェ - 後藤菊之介
- サーヴァント - 今村輝、中谷優斗、峯孝仁、南舘優雄斗

屍の王
- ウィレム - 米原幸佑
- ダグラス - 上仁樹
- フェリペ - 成松慶彦
- オルデンバルネフェルト - 足立英昭
- バッシュ - 大谷誠
- アドルフ - 馬越琢己
- エイトン - 高岡裕貴
- レルマ - 武井雷俊
- アルフォンソ - 服部武雄
- バルタザール - 澤田征士郎
- フェリペ(後継者) - 坂口実成夢
- レオノール - 田中克哉
- ヴラド - 佐藤弘樹
- ヴィンツェル - 鵜飼主水
- サーヴァント - 天戸拓磨、中谷優斗、峯孝仁、一斗

黎明の王
- ジェリコ - 磯野大
- ニコラ - 二葉勇
- ビクター - 輝山立
- アイヴァン - 田中晃平
- セラフィム - 大谷誠
- マルコ - 馬越琢己
- ドラガン - 武井雷俊
- レオネル - 服部武雄
- ウラジミール - 安孫子宏輔
- ラドゥロヴィッチ - 高岡裕貴
- ミロサフ - 田中克哉
- ダニーロ - 網代将悟
- ヴラド - 佐藤弘樹
- ヴィンツェル - 鵜飼主水
- サーヴァント - 菊池拳心、芥川裕真、中谷優斗、長田泉里、鶴岡政希、水戸雅

蒼穹の王
- オリヴァー - 矢部昌暉
- イヴリン - 米原幸佑
- ヴァージル - 中村龍介
- セオドア - 二葉勇
- シオドア - 二葉要
- ハードウィック - 輝山立
- レオ - 足立英昭
- デヴォンシャー - 橋本全一
- ホッブズ - 大谷誠
- ポーター - 馬越琢己
- カーペンター - 服部武雄
- スペンサー - 森田晋平
- ストーン - 高岡裕貴
- ヴラド - 佐藤弘樹
- ヴィンツェル - 鵜飼主水
- サーヴァント - 佐々木太一、佐松翔、佐野遥喜、長田泉里、中谷優斗、峯孝仁

黄昏の王
- ジェリコ - 磯野大
- ヴラド - 佐藤弘樹
- ヴィンツェル - 鵜飼主水
- エヴァン - 足立英昭
- ダグラス - 上仁樹
- ジェイ - 森田晋平
- ルイス - 白金倫太郎
- ブレイク - 宮脇優
- ブラッドフォード - 田中晃平
- バート - 石沢瑠架
- コナー - 馬越琢己
- ガブリエル - 武井雷俊
- ジェフリー - 服部武雄
- ロイド - 高岡裕貴
- ウィリアム - 米原幸佑
- サーヴァント - 天戸拓磨、加納義広、佐野遥喜、中谷優斗、南舘優雄斗、峯孝仁

葬列の王
- フランツ - 橋本真一
- ヴラド - 佐藤弘樹
- ヴィンツェル - 鵜飼主水
- ヨハン - 日向野祥
- ヴェルナー - 輝山立
- エリー - 大谷誠
- リヒャルト - 鈴木祐大
- マティアス - 中村龍介
- フェリックス - 真野拓実
- フーゴ - 高岡裕貴
- セオドア - 二葉勇
- シオドア - 二葉要
- テオ - 米原幸佑
- サーヴァント - 天戸拓磨、佐々木太一、長田泉里、中谷優斗、峯孝仁、竜崎新大

虚の王：‖
-  - 金子隼也
-  - 佐藤弘樹
-  - 鵜飼主水
- - 大谷誠
- - 鈴木祐大
- - 縣豪紀
- - 塚本凌生
- - 白金倫太郎
- - 結城伽寿也
- - 桐田伶音
- - 成瀬遙城
- - 高岡裕貴
- - 二葉勇
- - 君沢ユウキ
- サーヴァント -

## シリーズ主要キャラクター遍歴
赤背景は主演。
|              | 2020年 黒の王   | 2022年 星屑の王   | 2022年 屍の王         | 2023年 黎明の王 | 2024年 蒼穹の王 | 2024年 黄昏の王     | 2025年 葬列の王     | 2025年 虚の王:‖ |
| 年代 場所    | 15世紀 ワラキア | 15世紀末 イタリア | 16世紀 ネーデルラント | 17世紀 セルビア | 17世紀 イギリス | 17世紀後半 ロンドン | 18世紀初頭 ベルリン | -               |
| ------------ | --------------- | ----------------- | --------------------- | --------------- | --------------- | ------------------- | ------------------- | --------------- |
| ヴラド       | 佐藤弘樹        | 佐藤弘樹          | 佐藤弘樹              | 佐藤弘樹        | 佐藤弘樹        | 佐藤弘樹            | 佐藤弘樹            |                 |
| ヴィンツェル | 鵜飼主水        | 鵜飼主水          | 鵜飼主水              | 鵜飼主水        | 鵜飼主水        | 鵜飼主水            | 鵜飼主水            |                 |
| ウィレム     | -               | -                 | 米原幸佑              | -               | -               | -                   | -                   |                 |
| ジェリコ     | -               | -                 | -                     | 磯野大          | -               | 磯野大              | -                   |                 |
| オリヴァー   | -               | -                 | -                     | -               | 矢部昌暉        | -                   | -                   |                 |
| フランツ     | -               | -                 | -                     | -               | -               | -                   | 橋本真一            |                 |
|              | -               | -                 | -                     | -               | -               | -                   | -                   | 金子隼也        |

## ライブ
- 王ステ THE LIVE 2024（2024年7月20日- 7月21日、I’M A SHOW）[9]

構成・演出：吉田武寛
音楽：hoto-D
出演：佐藤弘樹、鵜飼主水、磯野大、米原幸佑、網代将悟、安孫子宏輔、大谷誠、木村優良、輝山立、上仁樹、高岡裕貴、武井雷俊、田中克哉、田中晃平、中島礼貴、服部武雄、馬越琢己、森田晋平
〈サーヴァント〉佐野遥喜、鶴岡政希、中谷優斗、峯孝仁
- 王ステ THE LIVE 2026（2026年3月27日- 3月29日、IMAホール）

作・作詞・演出：吉田武寛
音楽：hoto-D
出演：佐藤弘樹、鵜飼主水、橋本真一

## 関連イベント
- 舞台「星屑の王」アフタートークイベント（2022年9月19日、東京カルチャーカルチャー）[10]

出演：佐藤弘樹、鵜飼主水、高岡裕貴、網代将悟
- 舞台「屍の王」アフタートークイベント（2023年1月31日、東京カルチャーカルチャー）[11]

出演：米原幸佑、佐藤弘樹、鵜飼主水、成松慶彦、大谷誠、馬越琢己、高岡裕貴、服部武雄、澤田征士郎
- THE STAGE OF THE KING　4TH Anniversary Talk&LIVE Session（2023年5月23日、東京カルチャーカルチャー）[12]

出演：米原幸佑、佐藤弘樹、鵜飼主水、磯野大、高岡裕貴、hoto-D
- 舞台「黎明の王」アフターイベント（2023年9月25日、東京カルチャーカルチャー）[13]

出演：磯野大、佐藤弘樹、二葉勇、輝山立、高岡裕貴
- 舞台「蒼穹の王」アフタートークイベント（2024年5月29日、東京カルチャーカルチャー）[14]

出演：矢部昌暉、佐藤弘樹、大谷誠、森田晋平
- 舞台「黄昏の王」アフタートークイベント（2024年11月5日、東京カルチャーカルチャー）[15]

出演：磯野大、佐藤弘樹、鵜飼主水、白金倫太郎、米原幸佑、高岡裕貴
- -『女王ステ』『王ステ』衣装展2024-（2024年12月26日 - 27日、OPENBASE SHIBUYA）[16]
- 『葬列の王』プレイベント（2025年5月4日、シアター1010）[17]

出演：橋本真一、佐藤弘樹、鵜飼主水、他、MC：高岡裕貴